# Monte Lauro
Monte Lauro este o arie protejată (arie specială de conservare — SAC, sit de importanță comunitară — SCI) din Italia întinsă pe o suprafață de 1.706 ha, integral pe uscat.

## Localizare
Centrul sitului Monte Lauro este situat la coordonatele 37°06′27″N 14°49′39″E / 37.1075°N 14.8275°E.

## Înființare
Situl Monte Lauro a fost declarat sit de importanță comunitară în septembrie 1995 pentru a proteja 5 specii de animale. Situl a fost protejat și ca arie specială de conservare în decembrie 2017.

## Biodiversitate
Situată în ecoregiunea mediteraneană, aria protejată conține 8 habitate naturale: Pajiști umede mediteraneene cu ierburi înalte de Molinio-Holoschoenion, Pseudostepă cu ierburi și specii anuale de Thero-Brachypodietea, Ape stătătoare oligotrofe până la mezotrofe, cu vegetație de Littorelletea uniflorae și/sau de Isoëto-Nanojuncetea, Păduri de Quercus ilex și Quercus rotundifolia, Matorral arborescenți cu Laurus nobilis, Râuri mediteraneene cu debit permanent cu specii de Paspalo-Agrostidion și galerii riverane de Salix și de Populus alba, Lacuri eutrofice naturale cu vegetație de tip Magnopotamion sau Hydrocharition, Păduri de stejar alb estice.
La baza desemnării sitului se află mai multe specii protejate:
- păsări (3): șoim călător (Falco peregrinus), ciocârlie de bărăgan (Melanocorypha calandra), viespar (Pernis apivorus)
- reptile (2): țestoasă bănățeană (Testudo hermanni), elaphe situla (Zamenis situla)

Pe lângă speciile protejate, pe teritoriul sitului au mai fost identificate 38 de specii de plante, 2 specii de păsări, 3 specii de amfibieni, 2 specii de mamifere, 310 specii de nevertebrate, 9 specii de reptile.